# The Rest
The Rest è un singolo del cantante italiano Lorenzo Fragola, pubblicato il 17 aprile 2015 come secondo estratto dal primo album in studio 1995.

## Il brano
Traccia d'apertura dell'album, The Rest è stato composto dal cantautore britannico Tom Odell insieme a Francis White.

## Video musicale
Il videoclip del brano, diretto da Mauro Russo e girato a Brindisi, mostra la storia di un ragazzo che, dopo l'incontro con una cartomante, si ritrova con la ragazza dei suoi sogni accanto e con lei sorride, parla, sale sulle giostre, va al cinema, passeggia e, insomma, fa tutte quelle piccole ma adorabili esperienze che uniscono ogni giovane coppia. Ma un finale a sorpresa rivela come la sua storia d'amore non sia reale ma il ricordo di un amore passato.